# Margarita (napój)

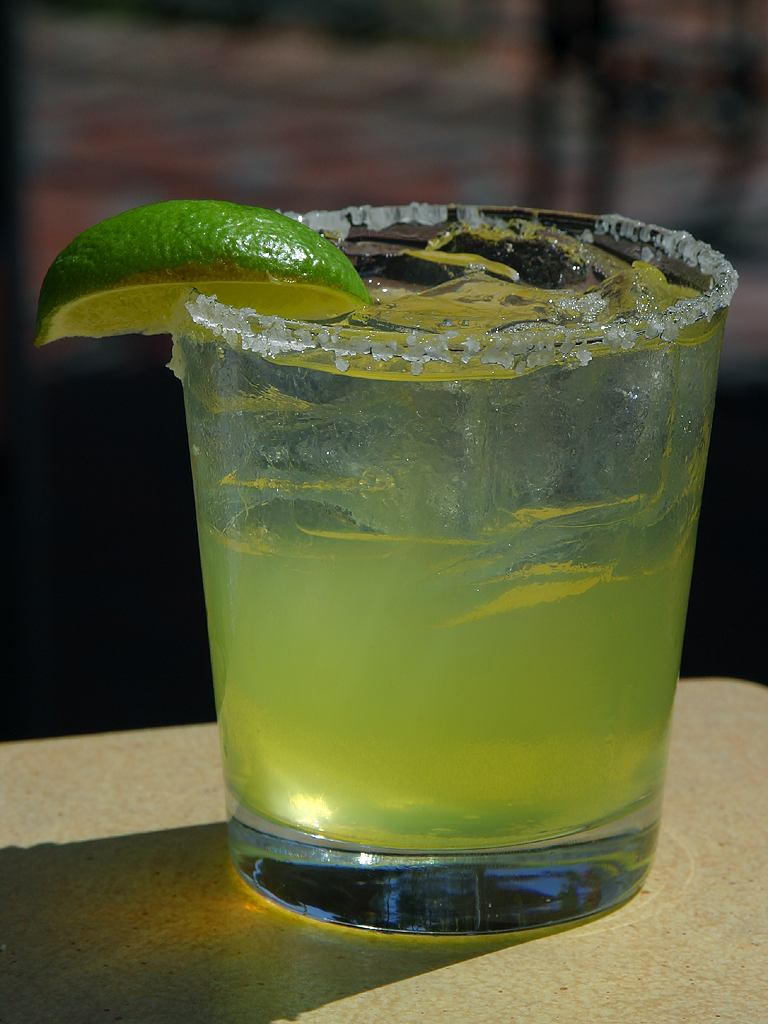
Margarita

Margarita – koktajl alkoholowy na bazie tequili, likieru typu triple sec i soku z cytryny lub z limetki. 

## Sposób przygotowania
Składniki:
- 40 ml tequili
- 20 ml likieru typu triple sec np. cointreau
- 20 ml soku z limonki

Schłodzony kieliszek koktajlowy (najlepiej w kształcie kapelusza) ozdobić crustą z soli i cząstką limonki. Tequilę, likier i sok z limonki wstrząsnąć w shakerze z lodem i przelać do zimnego kieliszka. 
Używając dodatkowych likierów, bądź świeżych składników można przyrządzać różne wersje smakowe tego klasycznego drinka.